# Здание профтехучилища 147
Здание профтехучилища 147 (здание профтехучилища № 147 объединения «Скороход», Профессионального лицея технологии и дизайна) — здание в стиле советского модернизма. Расположено в Московском районе Санкт-Петербурга, современный адрес дома — Звёздная улица, 15 к.2.
Дом построен в 1979—1982 годах, архитекторы В. Фрайфельд, В. Лемехов, инженеры А. Кудряшов, Н. Прохорова. На фасадах краснокирпичного здания ритмично повторяются вертикальные ленты окон, «вдавленные в тело здания эркеры», увенчанные выступающими объёмами. При этом композиция здания горизонтальная, а монотонность разбавлена со стороны двора расщеплением угла стены с делением пополам круглого окна и круглой колонной с пожарной лестницей внутри посередине. Полукруглые объёмы на крыше заняты актовым залом и библиотекой, углы здания скруглены, перед главным входом сделан длинный пандус. Для сокращения коридоров и лучшего освещения учебный блок стоит по диагонали к жилому и производственному корпусам. Посередине атриума расположена винтовая лестница. Согласно Е. Н. Митрофанову, количество деталей здания «может ассоциироваться с той внутренней энергией, которая отличает современных подростков».
Здание было рассчитано на 870 учащихся.